# Sébastien Cipolla
Pour les articles homonymes, voir Cipolla.
Sébastien Cipolla, né le 11 janvier 1979 à Tourcoing, est un acteur, réalisateur, producteur et scénariste français. Il a aussi été danseur et mannequin.

## Biographie

### Jeunesse
Sébastien Calogero Cipolla, naît le 11 janvier 1979 à Tourcoing dans le département du Nord. Après des études de tourneur-fraiseur en commande numérique et de soudeur au collège Saint-Henri à Mouscron, il quitte le Nord de la France pour Montpellier où il commence à travailler pendant deux ans en tant que mannequin et danseur. Après cela, il part pour Paris mais le mode de vie de la capitale le rebute, il part un an à Montréal puis devient alors agent immobilier pendant 3 ans dans le sud de la France.

### Changement de vie en Australie
En 2009, il part en Australie pour changer de vie. Entre la découverte de la vie australienne et la pratique du surf sur la Plage de Bondi, il prend des cours d'anglais tout en continuant des études dans le milieu du marketing et du management avec l'intention de créer son entreprise de relations entre la France et l’Australie et d'avoir un visa. N’ayant qu’un visa temporaire et souhaitant le prolonger, il s'inscrit dans une école de comédien. Il a finalement décidé de tout arrêter pour s’y consacrer à fond. C’était une véritable découverte et il a su qu'il voulait en faire son métier. il passe un an à l'Academy of Film, Theatre & Television de  Surry Hills et ensuite il est engagé en 2011 par l'agence artistique MCTV basée à Sydney, une agence de mannequin et acteur. Mais les rôles de figurants ne sont pas trop évolutifs, il a alors l'ambition d'être devant la caméra.

### Rencontre avec Jean-Pierre Jeunet
Il rencontre le réalisateur Jean-Pierre Jeunet durant un tournage, qui lui fait comprendre la dure réalité du métier d'acteur et le convainc de devenir acteur. Il part étudier en 2012 à l'Institut national des arts dramatiques de Sydney, reconnu pour avoir formé des acteurs tels que Nicole Kidman, Mel Gibson, Cate Blanchett et Hugh Jackman. Il participe alors à sa première pièce de théâtre, Honnor, réalisée par Jennifer Haggan, il étudie ensuite la technique de Sanford Meisner à l'Actors College of Theatre and Television. Il a effectué de remarquables représentations dans A Manual of trench Warfare et Black Milk réalisés par Sen O'Riordan.
Sur les conseils du directeur de l’école, il décide de rejoindre un autre continent et d’aller habiter en Californie, à Los Angeles. Son but est d’améliorer son niveau d'acteur, mais aussi de maîtriser au mieux l’anglais, de manière neutre, sans trop d’accent.

### Hollywood et la Stella Adler Studio of Acting
Sébastien Cipolla décide de tenter sa chance à Hollywood. En 2012, il obtient sa bourse d'école et part pour les États-Unis pour aller dans l'une des plus prestigieuses académies d'acteur, la Stella Adler Studio of Acting de New York, pour deux années d'études intensives. Cette académie a formé de très grands acteurs comme entre autres Robert de Niro, Marlon Brando, Meryl Streep, Mark Ruffalo. Ses études terminées et son diplôme en poche, il compte faire une demande de visa pour pouvoir continuer son métier de comédien aux États-Unis.

### De Hollywood Girls au Ch'tis
Depuis son arrivée, il joue dans plusieurs courts métrages en tant que rôle principal. Il joue dans un épisode de la série française Hollywood Girls avec Nabilla Benattia et fait quelques apparitions dans l’émission de télé-réalité Les Ch'tis pendant la saison Les Ch'tis à Hollywood.

### Des pubs aux courts métrages
Il apparait dans des pubs pour Porsche, Call of Duty, Tiger Woods PGA Tour 14, Soupline ou encore Commonwealth Bank réalisé par Jean-Pierre Jeunet mais aussi dans des clips  musicaux pour Katja Glieson et Dell Belt. Il fait une apparition dans le long métrage Lost Angel, réalisé par Stan Harrington. Il joue ensuite dans des pièces de théâtre dont le rôle de Raymond Legendre dans Been so long mise en scène par Milton Justice qui a gagné l'oscar du meilleur producteur pour le documentaire Down and Out in America en 1987, le rôle d'Antiphilus dans The comedy of errors d'après Shakespeare, mise en scène par Bruce Katzman, le rôle de Rodolpho dans View from the bridge, mise en scène par Chris Thornton, le rôle de Père Donately dans The mariage of bette and boo, réalisé par Bonnie McNeil et enfin le rôle d'Horace dans The day i stood still réalisé par Tim Mcneil.

### Premiers pas au cinéma
Il joue dans son premier film en 2014 dans Lost Angels, de Stan Harrington avec entre autres David Marciano de la série Un tandem de choc.

### Frenchtis Productions
Début 2015, il créait l'association Frenchtis Productions, pour produire et réaliser des projets audiovisuels dans le Nord-Pas-de-Calais. Son but, mettre en avant le Nord-Pas-de-Calais et il ambitionne de réaliser un long-métrage qui ferait le pont entre sa région d'origine et sa vie actuelle aux États-Unis, de Tourcoing vers les États-Unis.
Il écrit l'histoire et produit d'un court métrage qui sera intitulé "Things Happen". "Things Happen" est réalisé par Frenchtis Productions et IntelleXual Entertainment. Sébastien Cipolla poursuit alors son petit chemin à Hollywood

### Première récompense
En 2016, il est nommé pour le prix du meilleur acteur pour things happen au festival international du court-métrage de San Diego pour lequel il endosse la casquette d’acteur, de scénariste et de producteur. La bande-son a été composée de toutes pièces par un véritable orchestre. Il a reussi à financer ce projet grâce aux 68 personnes qui l’ont soutenu via le site de Financement participatif Digogo.
Il joue dans le court-métrage Match.con, primé a l'ISF Festival Film de Los Angeles en 2016.
Il commence en 2016 la pré-production du film Marilyn: The Last Investigation avec entre autres Samy Naceri et Erin Gavin,. Il y joue la rôle de Michael Selsman, l'époux de Carol Lynley.

### Rencontre avec Melissa Mars
Il fait la rencontre de l'actrice et chanteuse Melissa Mars avec laquelle il partage de nombreux projets comme le court-métrage Dinner réalisé par Yi Zhang. Avec Melissa Mars, il travaille sur la séance de photo "Beyond the stage" où il est assistant de la photographe Emmanuelle Choussy. La séance est effectuée au Globe Theatre de Los Angeles pour Elegant Magazine qui sort en avril 2018,. Lors de la 88e cérémonie des Oscars, il est invité avec Melissa Mars, à la réception donné en l'honneur des nommés français.
En 2016, il est assistant directeur chez Colcoa French Film Festival, festival de cinéma français qui se tient chaque année à Hollywood en avril, à la Directors Guild of America sur Sunset Boulevard.

### Premières marches à Cannes
Il participe au Festival de Cannes 2017 pour présenter la bande-annonce du film "So, You Want to Be a Gangster ?", d'Alex Kahuam auquel il participe. Il fait la montée des marches en compagnie de la chanteuse réunionnaise Stéphanie Thazard.
Il continue de tourner de nombreuses publicités télévisées françaises, telles que la campagne de la SNCF avec Kevin Costner et Camille Lou .
Il participe au court métrage "Gabriel" de Mariana Flores, sélectionné au Festival de Cannes 2018, dans la catégorie Expérimental.

## Filmographie

### Cinéma
- 2014 : Lost Angels, de Stan Harrington
- 2017 : So, You Want to Be a Gangster ?, d'Alex Kahuam
- 2019 : L'Âge d'Or , de Jenna Suru
- 2019 : I Got the Hook Up 2, de Corey Grant

### Court-métrage
- 2014 : Thrilling Contradictions, de Cassandra Brooksbank
- 2014 : What's in the Case ?, d'Alex Kahuam
- 2014 : Curse of the Slender Man, de Javi Salvago
- 2015 : The Heart of a Mind, de Brett Frazier
- 2015 : Calling, de Yi Zhang
- 2015 : Things Happen, de David S. Dawson
- 2015 : Electric Blue, de Tyler Peck
- 2015 : Belle Époque, an introduction, d'Alan Swyer
- 2016 : Dinner, de Yi Zhang
- 2016 : Match.con, de Priyom Haider
- 2016 : One World , de Julien Seri
- 2017 : The Most Beautiful Woman, de Nani Li Yang
- 2017 : Emily, de Jean-Marc Demmer
- 2018 : Gabriel, de Mariana Flores et Rosger Toledo
- 2018 : This Halloween, de Jiakai Jin
- 2019 : Glorious Empire, de Matt Szymanowski
- 2020 : Dark Day, de Matt Szymanowski
- 2020 : Taste of Love, de Shihyun Wang
- 2020 : Family, friends, love and aftershock, de Shihyun Wang
- 2020 : Realm of dreams, de Shihyun Wang
- 2020 : Sorry! Mommy is on the phone, de Shihyun Wang
- 2020 : Who's daddy?, de Shihyun Wang
- 2020 : Where is mom?, de Shihyun Wang
- 2020 : Mommy Intern, de Shihyun Wang
- 2022 : Captive Mind, de Matt Szymanowski

### Documentaire
- 2016 : Marilyn: The Last Invesigation, de Dan Real

### Télévision
- 2013 : Les Ch'tis à Hollywood, d'Alexia Laroche-Joubert
- 2013 : Hollywood Girls, de Jérémy Michalak
- 2015 : The Summoned, de Wineska Cintron
- 2015 : Web Atlas, de Clint Riffo

## Distinctions

### Récompenses et nominations
- 2016 : San Diego Film Festival, nomination au prix du meilleur acteur pour le court métrage Things Happen
- 2020 : AltFF Alternative Film Festival, nomination au prix du meilleur casting pour le court métrage Mom on the phone
- 2020 : Couch Film Festival, prix du meilleur casting pour le court métrage Mommy Intern
- 2020 : Royal Wolf Film Awards, prix du meilleur acteur pour le court métrage Realm of dreams